# Olivia van Rooijen
Olivia van Rooijen (ur. 29 października 1988 r. Amsterdamie) – holenderska wioślarka, mistrzyni świata, czterokrotna srebrna medalistka mistrzostw Europy.

## Igrzyska olimpijskie
Na igrzyskach zadebiutowała w 2016 roku w Rio de Janeiro, biorąc udział w zawodach ósemek. Skład osady uzupełniły: Wianca van Dorp, Claudia Belderbos, Lies Rustenburg, José van Veen, Elisabeth Hogerwerf, Sophie Souwer, Monica Lanz i Ae-Ri Noort jako sternik. W eliminacjach zajęły drugie miejsce, przez co musiały wystąpić w repasażach. Tam kończąc na szóstej pozycji, awansowali do finału. Finał zakończyły na ostatnim, szóstym miejscu, tracąc do podium 4,27 sekundy.